# Tiniocellus spinipes
Tiniocellus spinipes là một loài bọ cánh cứng trong họ Bọ hung (Scarabaeidae).